# 港珠澳大橋香港連接路
港珠澳大橋香港連接路（英語：Hong Kong-Zhuhai-Macao Bridge Hong Kong Link Road；又称港珠澳大橋香港段），由沿機場東岸1.6公里長的地面道路、1公里長的觀景山隧道和約9.4公里長的高架橋組成。連接線毗鄰全球最繁忙機場之一的香港國際機場。高架橋設計成180米的特大跨度，遠離北大嶼山生態敏感地區的同時，亦與機場南跑道和政府飛行服務隊總部保持距離，減少工程和車輛行駛對機場及飛行服務隊運作和附近碼頭的影響。在北大嶼山一段設計成離水面和陸地較高之高架橋直接跨過沙螺灣，以避免觸及極具保育價值的沙螺灣古跡遺址一帶陸地。港珠澳大橋香港連接路為香港唯一一條右上左落（靠右行駛）的快速公路，為此政府需修改《道路交通(快速公路)規例》，以讓有關規例適用於港珠澳大橋香港連接路。港珠澳大橋香港連接路也是唯一一條直接連接中华人民共和国国家高速公路网的快速道路，西端香港界連接珠江三角洲地區環線高速公路珠海界近藍海豚島隧道入口。

## 建设
2011年11月18日，香港立法會財務委員會以35票贊成、3票反對，通過了建造港珠澳大橋相關工程的486億港元撥款。其中興建人工島佔304億3,390 萬元；香港接線161億8,990 萬元；屯門至赤鱲角連接路及屯門西繞道的詳細設計、工地勘測及前期工程佔19億960萬元
2011年12月14日，港珠澳大橋香港段工程（包括香港口岸及香港連接線）正式動工。
2012年5月25日，香港立法會財委會通過增加88億5,730萬元元以興建香港接線，即由161億8,990萬元增至250億4,720萬元。
2015年12月，觀景山隧道東西邊雙向行車道的出入口已經打通，其連接的橋樑地基大致完成。
2017年4月，連接港珠澳大橋主橋與香港口岸的香港接線全線貫通，標誌着大橋香港段工程一個重要里程碑。
2017年10月，香港接線高架橋段開始進行荷載測試，測試工序包括安排1輛200噸重卡車和6輛各重30噸卡車，總重量380噸測試車組停留於橋跨中段最少2分鐘，再由工作人員測量橋面垂直位移。然後駛離測試車組，再檢查垂直位移復原數值。測試在次年1月11日全部完成，全部橋面符合設計承載要求。
2018年1月20日，香港路政署宣佈港珠澳大橋香港接線鋪裝路面和道路設施的工程順利完工，餘下工程包括最後安裝及測試交通管理和監察系統以及其他配套設施的收尾工作。負重荷載測試結果顯示高架橋符合設計的安全標準。

## 事件

### 挑战環境影響評估報告
2010年1月，東涌一名老婦取得法律援助後向香港高等法院提出司法覆核，挑戰港珠澳大橋香港段的環境影響評估報告。2011年4月18日，香港高等法院判決香港環境保護署署長敗訴，指環評報告未有比較大橋興建前後空氣污染程度的變化，違反《環境影響評估條例》的要求及其立法宗旨，決定撤銷對工程批出的環境許可證。港珠澳大橋香港段工程被迫延遲動工。
2011年9月27日，香港高等法院上訴庭判決環境保護署署長上訴得直。香港政府表示由於司法覆核及上訴期間的工程價格上升及要改變施工方法以趕上原定完工日期，預計香港段工程費用將增加約65億港元。另外，提出司法覆核的東涌老婦在接受香港傳媒訪問時，表示她本來無意打官司，是其他人叫她打官司，她說不知道會牽連到那麼多人失掉工作，心裡感到很不安樂，但又強調自己並非「扯線公仔」給人利用。香港公民党的余若薇則在专栏撰文反驳，港珠澳大桥工程延误並非因为司法复核，因为法庭根本沒有向政府颁发工程禁制令，而且在政府首次败诉亦早有报导指出港珠澳大桥工程延误是由於「工程须与內地协调，以及需要就大屿山以北的大小磨刀进行额外的海岸公园初步研究」。而政府在2011年2月提交立法会的文件亦指出，大桥施工前工作延误15个月的原因是「內地顾问需要较长时间对物理模型做出调整」，而大桥香港口岸详细设计及工地勘测工作延误5個月，則是因为「需要額外时间进行香港口岸国际概念设计比赛，然后再就上盖建筑进行详细设计」，均与司法复核無关。

### 行駛方向
港珠澳大橋香港連接路採用右上左落的安排，與內地行車方向一致，而香港和澳門均採用左上右落，有議員質疑為何香港為港珠澳大橋「作出這麼大遷就」。運輸及房屋局副秘書長（運輸）羅翠薇表示，大橋與香港連接路的交接點是一段時速一百公里的快速公路，用「右上左落」的行車安排是最恰當，且能有效及順暢達到轉線安排，同時保障駕駛者及乘客安全。

### 混凝土壓力測試報告造假
2017年5月，香港廉政公署早前收到大桥工程涉及造假的举报，经初步调查后，懷疑有人涉嫌为大桥香港段工程进行水泥物料测试时伪造化验报告。5月23日發新聞稿表示，5月16日展開代號名為「綠田園」拘捕行動，拘捕21名土木工程拓展署涉事承判商人員，涉嫌貪污並向土木工程拓展署呈交虛假混凝土壓力測試報告，騙過當局。5月25日，港府發展局、運輸及房屋局、土木工程拓展署、路政署跨部門交代事件，懷疑有人未在規定時限內測試混凝土，事後調整測試器材的時間，不過認為這對測試結果影響不大，對混凝土質量沒有實質影響。
2017年6月5日，香港路政署署長鍾錦華表示，上周收到土木工程拓展署懷疑作假的測試報告，在210個可疑測試報告中，有159個涉及結構位置，位置散佈在橋樑、隧道、地底或水底下的樁柱等。路政署已就當中13個結構位置進行「打石屎槍」測試作比對，全部結果達標。

## 備註
1. ↑  慢線為80公里／小時[2]

## 外部連結
- 香港政府 - 港珠澳大橋香港段網頁 （页面存档备份，存于）
- 路政署 - 港珠澳大橋香港工程項目 （页面存档备份，存于）
- 路政署 - 港珠澳大橋及相關工程 - 港珠澳大橋主橋 （页面存档备份，存于）
- 路政署 - 港珠澳大橋及相關工程 - 港珠澳大橋香港接線 （页面存档备份，存于）